# Miguel Ángel Castillo (calciatore honduregno)
Miguel Ángel Castillo Flores (Tegucigalpa, 30 settembre 1983) è un calciatore honduregno, centrocampista del Victoria.

## Carriera

### Club
Comincia a giocare nell'Olimpia. Nel 2002 si trasferisce all'Universidad. Nel 2006 passa al Motagua. Nel 2009 torna all'Olimpia, club che lo aveva lanciato. Nell'estate 2012 viene ceduto al Victoria. Nel gennaio 2013 viene passa al Real España. Nell'estate 2013 viene acquistato dal Marathón, con cui non disputa un'ottima stagione. Infatti riesce a collezionare solamente 8 presenze. Nell'estate 2014 viene acquistato dal Victoria. Nel gennaio 2016 passa alla Platense. Nell'estate del 2016 torna al Victoria.

### Nazionale
Ha debuttato in Nazionale il 22 maggio 2008, nell'amichevole Honduras-Belize (1-1). Ha partecipato, con la maglia della Nazionale, alla Gold Cup 2009. Ha collezionato in totale, con la maglia della Nazionale, 8 presenze.